# ناتئ وجني للعظم الصدغي
ناتئ وجني للعظم الصدغي (بالإنجليزية: Zygomatic process of temporal bone)‏ هو ناتئ طويل، هي عملية مقوسة من إسقاطات الجزء السفلي من جزء الحرشفية من العظم الصدغي. أنها متمفصلة مع العظم الوجني. في البداية هذه العملية توجه نحو الجانب، في سطحين تبحث صعودا وهبوطا، بعد ذلك يبدو كما لو ملتوية إلى الداخل على نفسها، ثم تمتد إلى الأمام، إلى أن تبدء سطوحه بالبحث الآن نحو الجانب والوسط. الحافة العلوية طويلة، ورقيقة، وحادة، كما وتقدم مرتكز للِّفافَةُ الصُّدْغِيَّة. الحافة السفلية قصيرة، وسميكة، ومقوسة، ولديها ارتباط مع بعض الألياف في العضلة الماضغة.

## السطوح
السطح الجانبي محدب وتحت الجلد
السطح المتوسط مقعر، ويمكن من الارتباط مع العضلة الماضغة.

## النهايات
النهاية الأمامية غير مسننة بعمق وتتمفصل مع العظم الوجني.النهاية الخلفية مرتبطة مع الحرشفة من خلال جذرين، الجذر الأمامي والجذر الخلفي.
الجذر الأمامي، وهو امتداد للحد العلوي، وهو ملحوظ بقوة، وهو يرتد للخلف فوق الصماخ السمعي الخارجي، ويرتبط معه.